# 弘曉
怡僖親王弘曉（穆麟德轉寫：hūng hiyoo；1722年5月23日—1778年5月11日），字秀亭，號冰玉主人、冰玉道人、侍萱主人，愛新覺羅氏，生於康熙六十一年壬寅四月初九日（1722年5月23日）丑時。怡賢親王胤祥第七子，母嫡福晉兆佳氏，為第二任怡親王（1730年－1778年）。

## 生平
雍正八年（1730年）其父胤祥逝世，弘曉承襲怡親王爵位。授乾清门侍卫。乾隆四年（1739）十一月，管理藩院事务。五年九月，任正白旗汉军都统，八年八月，解职。乾隆四十三年四月十五日（1778年5月11日）弘曉逝世，諡僖。其次子永琅襲爵為怡親王。
清朝著名藏書家、詩人，喜刻书。有“明善堂”（乾隆五年皇上所赐堂匾）、“安乐堂”等藏书楼，积书充栋。乾隆三十七年“四库”馆开，各地藏书家均奉旨进呈，唯他的“怡府”藏书未进呈。編有《怡府書目》1冊，收書4500種。其藏书钤有“怡府世宝”、“安乐堂藏书”、“明善堂览书画印记”、“御题明善堂印”、“忠孝为藩”、“怡亲王宝”、“纶音好书犹见性情醇”、“天语尽职从知忠”、“似太古斋珍藏金石书画印”等印章。据现代红学考证推测，弘晓曾收藏今存的己卯（乾隆二十四年，1759年）手抄本《石頭記》，即红学界所称的“己卯本”、“脂怡本”、“怡府本”（参见红楼梦抄本列表）。
据学者统计，在传世古代画作中，可以见到弘晓鉴藏印章者共19幅，其中包括《北齐校书图》（现藏美国波士顿美术博物馆）、（宋）《松下抚琴图》（现藏北京画院）、黄公望《九峰雪霁图》（现藏故宫博物院）、王蒙《葛稚川移居图》、沈周《桃花书屋图》（现藏中国国家博物馆）、吴镇《墨竹图》、仇英《停琴听阮图》（前有耿昭忠、索额图收藏）等。
著有《明善堂詩集》（又題《冰玉山莊詩集》）42卷附文集4卷诗余1卷（乾隆四十二年（1777）怡府明善堂刻本，又有乾隆五年、九年、十四年、十五年早期刊刻本，载《钦定八旗通志：艺文志》卷120），慎靖郡王允禧作序。弘晓的诗文老师有雍正八年（1730年）庚戌科二甲进士林令旭（字晴江）、雍正十一年（1733年）癸丑科二甲进士沈景瀾（字溶溪）。弘晓与慎靖郡王允禧、果恭郡王弘瞻、鑲紅旗宗室敦誠、汪苍霖（号易堂，任宁良郡王弘晈府中幕僚，工诗及书）有诗歌往来。
胤祥的怡亲王府旧府位于今北京王府井大街路东（东至校尉胡同，北到金鱼胡同，南至帅府园胡同），胤祥去世后，尊其遗愿，将该府改为贤良寺，寺名由雍正帝钦赐。弘晓的怡亲王新府位于今朝阳门内大街路北（同治年间改为孚王府）。乾隆二十八年（1763）春迁出其父胤祥赐园交辉园。晚年赐居承泽园（又名红桥别墅，其前由慎靖郡王允禧居住，其后曾由協辦大學士英和居住）。

## 家庭
- 祖母敬敏皇貴妃章佳氏。其族亲家族有正白旗满洲、乾隆五十四年（1789年）己酉科进士那彥成家族，镶黄旗满洲、雍正元年（1723年）癸卯恩科進士尹繼善家族。
- 父怡賢親王允祥（胤祥）即康熙帝第十三子。母嫡福晉兆佳氏（父正白旗滿洲、兵部尚書恭勤公馬爾漢）。
- 兄妹：
  - 胞兄(追)貝勒弘暾。嫡妻富察氏（父镶黄旗满洲佐領傅慶（又富慶），祖父一等伯馬齊）。其养子二等侍卫宗室永蔓（生父弘晓），妻鈕祜祿氏（父镶黄旗满洲、一等果毅繼勇公阿里袞）。
  - 胞兄(已革)貝勒弘昌。嫡妻納喇氏（父騎都尉色爾敏），繼妻博爾濟吉特氏（父步軍統領阿齊圖）。
  - 胞兄寧良郡王弘晈（1713-1764）。
  - 胞姊和碩和惠公主愛新覺羅氏，嫁博爾濟吉特氏多爾濟塞布騰（父喀尔喀蒙古王公丹津多爾濟）。
  - 胞姊郡主愛新覺羅氏，嫁正黄旗满洲、副都统伊尔根觉罗氏福增额（父云贵总督伊都立，祖父大学士伊桑阿）。
  - 胞姊郡主愛新覺羅氏，嫁精奇里氏薩克慎（父骑都尉謨密岱，胞叔三等轻车都尉堪楚堪）。
- 嫡福晉李氏（父镶蓝旗汉军佐领、三等伯黑格（又赫格），曾祖佐领李森，曾祖母佟氏（父正藍旗漢軍、宣大總督佟養量），太高祖三等候敏壯公李國翰）。
- 繼福晉佟佳氏（父镶蓝旗满洲、天津水师都統常昇（又长盛），高祖刑部尚書藍拜；胞姊佟佳氏，嫁镶黄旗满洲、一等誠嘉毅勇公富察氏明瑞，其父一等承恩公傅文（富察氏），胞叔追封一等伯傅清，嫡堂兄明義著有《綠煙鎖窗集》）。
- 側福晉金氏（父正黄旗满洲、領侍衛內大臣金常明，曾祖辛達理，高祖金德雲；曾祖伯三達理，其子尚明，孙三保，曾孙勤恪公金簡，曾孙女金氏封乾隆帝之淑嘉皇貴妃）。
- 子女：
  - 长子镇国将军永杭。嫡妻薩克達氏三等侍衛恩德宜之女。
  - 子怡恭親王永琅（1746-1799）。嫡福晋瓜爾佳氏叅領德柱之女。孙儿追封怡亲王綿標，嫡福晉金佳氏（父正黄旗满洲福德，祖父吏部尚书金简，祖姑母金佳氏封乾隆帝之淑嘉皇貴妃）。
  - 子永蔓（养父(追)貝勒弘暾；养母富察氏，其父鑲黃旗滿洲、頭等侍衛傅慶，祖父文穆公馬齊）。嫡妻鈕祜祿氏（父一等果毅繼勇公阿里袞，祖父一等公尹德，祖姑母鈕祜祿氏封康熙帝之孝昭仁皇后），侧室李氏（父护军校李彬，胞姊李氏嫁內務府正黃旗漢軍尤氏安保（胞兄江苏巡抚安宁 (官员)，父東陵總管內務府大臣豐盛額））。孙儿宗室綿堂。曾孙宗室奕菘，妻富察氏（胞兄镶黄旗满洲富察氏錫凝，其妻徐氏（胞兄道光十五年（1835年）乙未科进士長喆））。
  - 子辅国将军永邁。妻博爾濟吉特氏（父鑲黃旗滿洲、勳舊佐領文亮，祖父佐領、雲南楚雄鎮總兵國柱，祖伯父乾隆壬戌科進士國棟）。
- 正蓝旗汉军、道光三十年（1850年）庚戌进士吉惠的高祖伯、頭等護衛胡敏，曾任负责怡亲王府的正蓝旗包衣第四参领第四管领，之后长期担任负责宁良郡王弘晈王府的正蓝旗包衣第四参领第三佐领。胡敏的胞兄胡岱（又胡代），曾任负责怡亲王府的正蓝旗包衣第四参领第二管领。吉惠的曾祖伯、頭等護衛韓保，曾任负责怡亲王府的正蓝旗包衣第四参領第一佐領（据《钦定八旗通志》）。吉惠的高祖、二等侍衛胡照，娶乾隆帝慧賢皇貴妃之嫡堂姊高佳氏（胞弟镶黄旗满洲、文华殿大学士文端公高晋）。

## 影視作品
| 年份   | 影視作品                    | 飾演弘曉的演員 |
| 2018年 | 《天命》——愛新覺羅.弘曉     | 余子明         |
| 2018年 | 《延禧攻略》——愛新覺羅.弘曉 | 成浚文         |